# Автострада A14 (Італія)
Автострада А14 «Адріатика» є другою за довжиною автострадою Італії. Її північний кінець — Болонья (на об’їзній дорозі з «Тірренським» A1), а південний — у Таранто, межуючи з Адріатичним узбережжям і об’єднуючи історичні місцеві дороги.
Відкрита у 1965 році, вона проходить через Ріміні, Річчоне, Чезенатіко, Каттоліку, Пезаро, Анкону, Чівітанову, Сан-Бенедетто-дель-Тронто, Пескару, Васто, Термолі, Фоджію та Барі або поблизу них.

## Історія
Першою частиною A14, відкритою для руху, стала Болонья - Форлі (73 км) у 1966 році та підключення до «Тірренського» A1. У 1969 році було досягнуто Анкони, і приблизно 50 км також відкрито ділянку в Абруццо. У 1973 році було завершено будівництво автомагістралі від Болоньї до Барі (поглинаючи частини A17) і для відгалуження до Равенни. Останнє розширення в напрямку Таранто нарешті відкрилося в 1975 році.